# Leucovis alba
Leucovis alba là một loài bướm đêm trong họ Noctuidae.